# Interreg Nord
Interreg Nord 2014-2020 är ett av EU:s gränsregionala Interreg-program, och finansierar gränsöverskridande projektverksamhet norra Sverige, norra Finland, norra Norge samt Sápmi. Projektet finansieras med EU-medel, men norska staten måste bidra med sin andel eftersom Norge inte är med i EU och inte betalar medlemsavgift.
Programmets fyra insatsområden är:
- Forskning och innovation
- Entreprenörskap
- Kultur och miljö
- Gemensam arbetsmarknad